# ECOM-LAC
La Federación de América Latina y el Caribe para Internet y Comercio Electrónico fue fundada en marzo de 1988 en una reunión celebrada en Río de Janeiro.

## Objetivo
La Misión de la Federación es promover el desarrollo de las TIC en la región de América Latina y el Caribe, apoyar iniciativas que reduzcan la brecha digital en esta área geográfica y representar al sector privado TIC de esta región en los foros internacionales correspondientes, tales como:
- CMSI – Cumbre Mundial de la Sociedad de la Información
- FGI – Foro de Gobernanza de Internet
- ICANN - Corporación de Internet para la Asignación de Nombres y Números
- LACNIC – Registro de Direcciones de Internet para América Latina y el Caribe[1]

## Historia
eCOM-LAC organizó dos cumbres regionales de comercio electrónico, la primera en São Paulo (marzo de 2000) y la segunda en Buenos Aires (abril de 2001). Entre los oradores principales que participaron, podemos destacar la presencia del Sr. Donald Evans, Secretario de Comercio de los Estados Unidos, en la cumbre de Buenos Aires.
eCOM-LAC fue fundador de LACNIC, el Registro de Direcciones de Internet de América Latina y el Caribe, que se estableció formalmente a fines de 2003, luego de cuatro años de negociaciones con ICANN para obtener la aprobación de esta iniciativa. Esta fue una genuina Alianza Multisectorial que incluyó la participación de los sectores privado, académico, ONG y Sociedad Civil de la región. El “deliverable” era una entidad sin fines de lucro, con políticas definidas por la comunidad de Internet regional, y que gestiona los bloques de direcciones IP para América Latina desde su sede en Montevideo (Uruguay).
En los años 2004/2005, eCOM-LAC formó parte de un Consorcio Internacional, liderado por la Fundació Applicació de Barcelona (España), que obtuvo una subvención de 3.000.000 Euros por parte de la Comisión Europea, a través del @lis RFP. El proyecto que se implementó se tituló: ATLAS de la Diversidad – Mi Lugar, y aproximadamente cuatrocientas escuelas de América Latina recibieron capacitación en el uso de herramientas de desarrollo y publicación de sitios web, y al mismo tiempo crearon una red de escuelas que pudieron compartir sus costumbres, cultura, música, historia, etc. eCOM-LAC se encargó de proveer conectividad de banda ancha para las escuelas desfavorecidas que carecían de recursos. El Consorcio pagó estos costos durante la duración del proyecto (24 meses).

## Junta Ejecutiva
- Presidente: Oscar Messano (CABASE)
- Vicepresidente: Eduardo Parajo (ABRANET)
- Secretario: Osvaldo Novoa (ANTel)
- Tesorero: José Pedro Derrégibus (CNCS)

## Miembros[2]
- ABRANET – Asociación Brasileña de Proveedores de Acceso a Redes, Servicios e Información
- ANTEL – Administración Nacional de Telecomunicaciones (Uruguay)
- ASSESPRO - Asociación Brasileña de Empresas de Tecnologías de la Información
- CABASE – Cámara Argentina de Bases de Datos y Servicios en Línea
- CANADECO – Cámara Nacional de Comercio y Servicios del Uruguay
- Intersys (Uruguay)

## Acuerdos de cooperación eCOM-LAC
En 2006, eCOM-LAC se convirtió en miembro de Global Knowledge Partnership (GKP), una entidad global que se enfoca en compartir conocimientos y crear alianzas para ICT4D y la reducción de la pobreza en todo el mundo. En abril de 2008, eCOM-LAC fue elegido como Coordinador Regional de GKP para América Latina y el Caribe.

## Iniciativa de dominio .lat
Internet sigue creciendo día a día. Los usuarios de Internet necesitan identificarse y diferenciarse, incluso más allá de su región, para reflejar su identidad en sus actividades culturales, sociales y comerciales.
El DNS a través de los TLD continúa brindando identificación única a máquinas, servicios y usuarios de Internet en la Web. Esta identificación se asocia tradicionalmente con su país de origen o su actividad principal como el comercio, la educación y el gobierno.
Los usuarios necesitan elección. En respuesta a esta necesidad, en los últimos años hemos visto surgir algunos nuevos dominios de primer nivel como: '.biz', '.info', '.name', '.travel', '.mobi' y significativamente los TLD de identidad regional: '.eu' y '.asia' y los TLD de identidad cultural como ".cat". Estos dos últimos dominios, que están teniendo un éxito significativo, brindan a los registratarios la opción de registrar nombres de dominio que establezcan una identidad regional o cultural en Internet, en comparación, por ejemplo, con la identidad nacional mediante el registro de sus nombres de dominio bajo un código de país de nivel superior. dominio.
Para dar a las personas y organizaciones de América Latina y el Caribe de todo el mundo una nueva opción para identificarse con el resto de Internet, eCOM-LAC en asociación con NIC México, solicitó la delegación de un nuevo dominio de nivel superior: '. lat'. Este TLD se lanzó en 2019.